# Mixco
Mixco – miasto w Gwatemali, w departamencie Gwatemala, w stołecznej aglomeracji. Zamieszkałe przez około 817 tys. mieszkańców.
W mieście funkcjonuje klub piłkarski Deportivo Mixco.